# Долазак Мађара у Панонску низију
Мађарско освајање Панонске низије (мађ. Honfoglalás) такође именовано и као мађарско освајање или мађарско заузимање земље био је низ историјских догађаја који се завршавају насељавањем Мађара у средњу Европу крајем 9. и почетком 10. века. Пре доласка Мађара, три раносредњовековне силе, Прво бугарско царство, Источна Француска и Моравска, бориле су се једна против друге за контролу над Карпатским басеном. Повремено су ангажовали мађарске коњанике као војнике. Стога су Мађари који су живели у понтско-каспијској степи источно од Карпатских планина били упознати са оним што ће постати њихова домовина када започне њихово освајање.
У општем смислу, националним освајањем се назива процес током којег неки народ заузима изабрану област, са циљем да ту успостави нову домовину. Сходно томе, у мађарској историји, процес током којег су Мађари заузели Карпатски басен назива се „освајањем”.
Због дугог историјског временског хоризонта и релативно малог броја писаних извора, тешко је прецизно реконструисати ток и догађаје око и самог освајања данашњих простора. На основу истраживања, вероватно је да су Мађари у једном кораку заузели Карпатски басен.  Према овоме, освајачка племена су се населила у равничарским пределима Карпатског басена око 895. године. У то време већ се распадало царство синова моравског кнеза Сватоплука I, што им је олакшавало посао. До 902. године читаво подручје Карпатског басена је стављено под њихову контролу, иако су се због својих стада углавном населили у областима које су им пружале огромна пространства пашњака, као штп су Алфелд, Мезефелд, Кишалфелд, Чалокез и Серемшег, где су били доступни пашњаци одговарајућег квалитета. Према овим подацима, народи који су већ живели на овим просторима, углавном аварског и словенског порекла, живели су у разбацаним појединачним сеоским заједницама и за неколико генерација су се стопили у племена дошљака. Ако не у ратарству које су већ имали развијено, у сточарству су вероватно имали шта да науче од Мађара, који су своје животиње гајили у хладним условима и без зимске сточне хране.
Мађари су ојачали своју контролу над Карпатским басеном поразивши баварску војску у бици код Пожоња 4. јула 907. године. Током освајања Мађари су покренули серију похода на западну Европу између 899. и 955. године, а такође мета им је било и Византијско царство између 943. и 971. године. Мађари су се постепено населили у басену и успоставили хришћанску монархију, Краљевину Мађарску, око 1000. године.

## Народи Карпатског басена пре и у време освајања
Према историјским подацима следећи већи народи и њихови потомци живели су у Карпатском басену у време освајања (датум указује на њихов долазак):
- 375 - Одређени елементи Хуна могли су преживети недаће сеоба и остати у карпатском басену. Популарно веровање да од њих потичу Секељи, Мађари из племена хунског принца Чабе, историјским записима је немогуће доказати. Мало се зна о језику хуна, према претпоставкама они су говорили огурским језиком који је грана туркијског језика, поред неколико других језика. Не постоје докази који би поткрепили сродство језика Хуна и мађарског језика.[5]
- 568 – рани Авари, познати и као замкари. Исто се мало зна о њиховом језику, вероватно су говорили неким од туркијских језика, као и неколико других језика (гепидски, алански, сарматски итд.).
- 670 – позни Авари, познати и као Оногури
- 895–896 – долазак освајача
- Осим тога, Словени већ су живели у Карпатском басену. Многе мађарске речи су словенског порекла или су посредоване.

## Узроци и историја
Од 5. века, евроазијску степу карактеришу велике миграције, кретањем различитих народа од истока ка западу. То је Хуне, Аваре, Оногуре и Мађаре довело у Европу, и на крају су сви временом стизали чак и до најзападнијих делова Карпатског басена.
Поред војних фактора, постојали су и економски разлози за сеобу народа, попут Печенега и Узбека, који су кренули на запад пре мађарског освајања. Најверовтанији разлог томе било је исцрпљивање пашњака, које је могло бити узроковано вишегодишњом сушом или хладнијом климом. За сеобе је такође важан и демографски моменат који је настао као резултат успешног сточарства и популацијионог раста.

### Мађари у Етелкезу
Око 670. године догодиле су се велике промене на степи северно од Црног мора. Оногурско-бугарско царство, које је било под контролом Кубратових синова након његове смрти, се распало. Користећи њихову неслогу, Хазари и Мађари су такоречи слободно ушли на њихову сада већ бившу територију, а Бугари су се поделили у неколико група. Волшки Бугари предвођени Котрагом прешли су на североисток у Поволжје, подунавски Бугари предвођени Аспарухом на југозапад у Подунавље, а друга група предвођена Кубератом прешла је у Карпатски басен, где су постали вазали Аварског царства. Мађари су тада заузели Етелкез, подручје које се налази отприлике између Дунава и Дњепра.
Најновија истраживања, пак, говоре у прилог насељавању Мађара средином 9. века, ништа археолошки не показује 6.-7. век. као век досељавања.
Могуће је да су мање мађарске групе остале уз тада досељене Бугаре. У прилог томе говори и Магна Хунгариа коју је пронашао фратар Јулијан 1235. непосредно поред Волшке Бугарске. Ибн Фадлан их је 922. назвао Башкирима. Али могуће је и да се ово придруживање Бугарима догодило тек касније, после пораза Хазара од Арапа 737. године, када су се Бугари одселили северније, даље од хазарске власти. Чини се да је и ова теорија оборена након прецизнијег датирања налаза. Опет историјске чињенице и налази говоре да се и овде појава Мађара одвијала у 9. веку, паралелно са насељем Етелкез.
Према одређеним теоријама, досељавање мађарских група које су се придружиле Бугарима могло је утицати на етничко преуређивање, што се може археолошки приметити у налазима у Карпатском басену из 670. године, у феномену познатом као покрет грифона.
У писаним изворима Мађари се јављају тек од 839. године, када су, према византијском извору, боравили у пределима око Дунаву  и на захтев Бугарске кренули на Византију. У то време, Мађари су постали довољно јаки да се заувек отргну од хазарског утицаја и започну потпуно независну политику. Хазари су 838. године подигли тврђаву Саркел у доњем току Дона да би обезбедили своју границу са Мађарима.
Dani magnam regni eius partem cede et igni vastantes praedantur. Sed et hostes antea illis populis inexperti, qui Ungri vocantur, regnum eiusdem populantur. (Данци су предали велики део његовог краљевства и уништили га ватром. Али непријатељи, који су претходно били неискусни са тим народима, који се зову Мађари, опустошили су краљевство истог.) — Надбискуп Ремса Хинкмар: Annales Bertiniani
Године 862. архиепископ Ремски Хинкмар је забележио у аналима манастира Светог Бертина да је уништено и до тада непознато краљевство Луја Немачког. Син Луја Немачког, краљ Карлман од Источне Француске, устао је против свог оца 861. године, у чему га је подржао Лујев вазал, моравски кнез Растислав. Као Растиславови савезници су се појавили Мађари. Према традиционалном наративу, они су устали из Етелкоза и кренули у поход, али би то одузело превише времена, можда је било прекасно да се краљу помогне. На основу овога Миклош Бела Секе сматра да је 862. године у Карпатском басену морала бити нека врста мађарске базе или предстраже, иначе, сматра он, не би могли да се укључе у битке због честе промене ратне среће. Тако је, по њима, Мађари су најкасније до IX века већ били су присутни у Карпатском басену и представљају знатну војну силу. До почетка 880-их година, они су у потпуности познавали регион и могли су да интервенишу у живот источних крајева Каролиншког царства. Историјски аналитичар Секе је на крају дошао до закључка да је, по његовом мишљењу, освајање био низ догађаја који су се одвијали током неколико деценија, а 895/896 није могао бити датум почетка, већ датум завршетка. Ђерђ Сабадош (Историјски институт МТА) такође сматра могућим да су освајачи већ 862. године имали испоставу у Карпатском басену.

### Мађари пре освајања
Мађари су стигли у простор Карпатског басена, географски уједињен али политички подељен, након што су стекли темељно локално знање о том подручју од 860-их па надаље. По окончању Аварског каганата (око 822. године), источна Франачка је потврдили свој утицај у Трансданубији, Бугари у малој мери у јужној Трансилванији и унутрашњим областима су сместили преживело аварско становништво у својој држави без државности. Према једној теорији, археолошким доказима, аварско становништво је преживело време мађарског освајања Карпатског басена.  У овом вакууму моћи, мађарска освајачка елита је заузела систем некадашњег Аварског каганата, нема трага од масакра и масовних гробница, верује се да је то била мирна транзиција локалног становништва у Карпатском басену. Други научници одбацују континуитет између касних аварских и мађарских освајача и/или „двоструко освајање“ (kettős honfoglalás) Карпатског басена. Према историчару Балинту Чанаду, „ни један једини елемент (оригиналне теорије) није одржив“ и да је „убедљив доказ да је истинска сличност скелетног материјала из аварског и освајачког периода могла да се демонстрира само у 4,5% теоријски потенцијални случајеви“.
Наставак Хронике писане од стране Георгије Амартола, (Continuation of the Chronicle) садржи најраније и извесно спомињање Мађара. У њему се наводи да су се мађарски ратници умешали у сукоб између Византијског царства и Бугара у њихово име у Доњем Подунављу 836. или 837. године. Први познати мађарски напад у Средњој Европи забележен је у Аналиима Сент Бертена,који пише о „непријатељима, званим Мађари, до сада непознати“ који су опустошили краљевство краља Луја Немачког 862. године. Виктор Спинеи и други историчари тврде да је Растислав Моравски, у рату са Лујем Немачким, унајмио Мађаре да нападну Источну Француску. Салцбуршки надбискуп Теотмар у свом писму од око 900. године јасно каже да су се Моравци често удруживали са Мађарима против Немаца.
Дуги низ година (Моравци) су заправо чинили управо злочин за који су нас само једном лажно оптужили. Сами су примили велики број Мађара и сами себи обријали главе по својим паганским обичајима и послали су их против наших хришћана, савладавајући их, водећи неке као заробљенике, друге убијајући, а трећи су, затворени, изгинули од глади и жеђи.— Писмо надбискупа Теотмара од Салцбурга и његових суфрагана папи Јовану IX из око 900.
Порфирогенит помиње да су Мађари живели на територији коју су звали „Ателкоузоу“ (Етелкез) до своје инвазије преко Карпата.  Он додаје да се налазио на територији где теку реке Бароћ, Кобоу, Трулош, Бротош и Серетеш (Barouch, Koubou, Troullos, Broutos and Seretos) . Иако поистовећивање прве две реке са Дњепром и Јужним Бугом није једногласно прихваћено, последња три назива се без сумње односе на реке Дњестар, Прут и Сирет. У ширем региону, у Суботцима на реци Адјамки, три гроба (један од њих припада мушкарцу сахрањеном са лобањом и ногама његовог коња) приписују се Мађарима пре освајања. Међутим, ове гробнице највероватнија датирају из 10. века.
Мађари су били организовани у седам племена која су формирала конфедерацију. Овај број помиње Константин Порфирогенит. Чини се да је Анонимус сачувао мађарску деноминацију племенске конфедерације „Hetumoger“ („Седам Мађара“), иако пише о „седам водећих личности“ које заједно носе ово име уместо политичке организације.
Конфедерација седам племена је ојачана доласком Кабара, који су се (према Константину) придружили Мађарима након њихове неуспешне побуне против Хазарског каганата.  Мађари и Кабари се помињу у дужој верзији Салцбуршких анала, у којој се наводи да су се Мађари борили око Беча, док су се Кабари 881. године борили недалеко, тачније код Кулмита. Мадгеару предлаже да су групе Кавара већ биле насељене у равници Тисе унутар Карпатског басена око 881. године, што је можда довело до анахроног позивања на Кумане у Геста Хунгароруму у време мађарског освајања.
Конфедерација седам племена је била под двојним вођством, према Ибн Русти и Гардизију (два муслиманска учењака из 10. односно 11. века, чије су географске и картографске књиге сачувале текстове из ранијег дела Абу Абдалаха ал-Џајханија из Бухаре).  Номинални или свети вођа Мађара носио је назив кенде, док је њихов војни заповедник носио титулу ђула. Исти аутори додају да је ђула командовао војском од 20.000 коњаника, али је поузданост овог броја неизвесна.
Регино од Прума и други савремени аутори приказују Мађаре из 9. века као номадске ратнике. Цар Лав Мудри подвлачи значај коња за њихову војну тактику. Анализа коњских лобања пронађених у гробовима мађарских ратника није открила значајну разлику између ових коња и западних раса коња. Регино од Прума наводи да Мађари нису знали „ништа о борби прса у прса у формацији или заузимању опкољених градова“, али он подвлачи њихову вештину стрељаштва. Остаци указују да су композитни лукови били најважније оружје Мађара. Поред тога, благо закривљене сабље су откривене у многим ратничким гробницама из тог периода. Регино од Прума је приметио да Мађари преферирају тактике као што је очигледно повлачење у борби. Савременици овог догађаја, писци, су такође причали о њиховој немилосрдности, представљеној убијањем свих одраслих мушкараца у рацијама по насељима.
Мађари су наоружани мачевима, панцирима, луковима и копљима. Тако у биткама већина њих носи дупло оружје, носећи копља високо на раменима и држећи лукове у рукама. Користе и једно и друго по потреби, али када их прогоне, користе своје лукове када добијају велику предност у бици. Не само да они сами носе оклоп, већ су и коњи њихових мајбољих људи прекривени гвожђем или прошивеним материјалом. Велику пажњу и обуку посвећују стрељаштву на коњу. Огромно крдо коња, понија и кобила, иде за њима, да би им обезбедили храну и млеко, а да истовремено одају утисак мноштва.— Лав VI Мудри: Тактикон Лава VI

### Становници Карпатског басена
На основу постојећих мађарских хроника, јасно је да је постојало више од једног (повремено проширеног) списка народа који су насељавали Карпатски басен у време мађарског освајања земље.  Анонимус, на пример, прво пише да су „Словени, Бугари, Власи и пастири Римљани“ насељавали територију, али касније говори о „народу званом Козар“. и Секељима. Слично, Симон из Кезе прво наводи „Словене, Грке, Немце, Моравце и Влахе“, али касније додаје да су на тој територији живели и Секељи. Према Макартнију, ови спискови су засновани на више извора и не документују све етничке групе Карпатског басена око 900. године. Јоан-Аурел Поп каже да је Шимон из Кезе навео народе који су насељавали земље које су Мађари освојили и оближње територије.
Мађари су преузели древна (келтска, дачка или германска) имена најдужих река у Карпатском басену од словенског говорног становништва. На пример, мађарски називи река Дунав (Дуна), Драва, Гарам, Марош, Олт, Сава, Тиса и Ваг су преузети од Словена. Мађари су усвојили и велики број хидронима словенског порекла, међу којима су Балатон („мочвара“), Бестерце („брза река“), Тур („бубров поток“) и Зађва („чађава река“). Имена места словенског порекла обилују Карпатским басеном. На пример, Чонград („црна тврђава“), Ноград („нова тврђава“), Вишеград („цитадела“) и друге раносредњовековне тврђаве носиле су словенско име, док је име Кестхељ сачувало латинску реч за тврђаву (citadel), уз словенско посредовање.
Поред Словена, на основу топонима може се приметити присуство немачког говорног подручја. На пример, Мађари су усвојили германизовани облик имена реке Вулке (чије је име словенског порекла), а документ познат као Конверзија Бавараца и Карантанаца из око 870. године наводи германска имена места у Панонији, укључујући Салапиугин („завој Зале“) и Мосабурц („тврђава у мочварама“).  Име Барца, Барот и других река могло би бити или туркијског или словенског порекла.
Према теорији Беле Миклоша Секеа, детаљан опис Мађара у западним савременим изворима и непосредна мађарска интервенција у локалним ратовима сугеришу да су Мађари већ од средине 9. века живели на источним територијама Карпатског басена. Што се тиче тачног положаја раних мађарских насеља, арапски географ ал-Џајхани (само делови његовог дела су сачувани у радовима других муслиманских аутора) 870-их је Мађаре поставио између река Дон и Дунава.  Секе идентификује Ал-Јаиханијев Дунав са средњим Подунављем, за разлику од раније претпостављеног доњег Подунавља јер су, према ал-Јаиханијевом опису, хришћански Моравци били западни суседи Мађара.

### Граничне краљевине
Карпатски басен су од 560-их година контролисали Авари, народ који је говорио туркијским језиком. По доласку у регион, они су наметнули своју власт над Гепидима, који су доминирали територијама источно од реке Тисе. Међутим, Гепиди су опстали све до друге половине 9. века, према референци у Преобраћењу Бавараца и Карантанаца у њихове групе које су живеле у Доњој Панонији у периоду око 870. године.
Авари су у почетку били номадски коњаници, али арехеолошка налазишта као што су два велика гробља које су користиле три или четири генерације и све већи број насеља сведоче о њиховом усвајању седелачког (неномадског) начина живота од 8. века. Моћ Авара је између 791. и 795. године угушио Карло Велики, који је заузео Трансдунавску област и припојио је свом царству. Археолошка истраживања раносредњовековних руралних насеља у Балатонмађароду, Немешкеру и другим местима у Задунавју показују да се њихова главна обележја нису променила падом Аварског каганата. На некадашњим пограничним подручјима настала су нова насеља са гробљима које карактеришу објекти са јасним аналозима у савременој Баварској, Бугарској, Хрватској, Моравској и другим удаљенијим територијама. Имање брањено дрвеним зидовима (слично племићким дворовима у другим деловима Каролиншког царства) откривено је у Заласабару селу у оквиру данашње жупаније Зала.
Аварске групе које су остале под влашћу свог кагана често су биле нападане од стране словенских племенских група.  Због тога је каган затражио од Карла Великог да пусти да се ове аварске групе населе у областима између данашњег Сомбатхеља и некадашњег римског легионарног центра Петронела у Панонији (данас је зо место у Аустрији).  Његова молба је прихваћена 805. године. Конверзија Бавараца и Карантанаца наводи Аваре међу народе под црквеном јурисдикцијом Салцбуршке римокатоличке надбискупије око 870. године. Према Похлу, „једноставно се показало немогућим задржати аварски идентитет након што су аварске институције и високе тврдње о њиховој традицији пропали.“ Све већи број археолошких доказа у Трансдунављу такође дају потврду присуства аварског становништва у Карпатском басену у предвечерју 10. века. Археолошки налази указују на то да је постојало значајно присуство касних Авара на Великој мађарској равници, али је тешко одредити тачну хронологију.
Повеља коју је 860. године издао краљ Лудвиг Немачки за опатију Матси могла би да потврди да су Оногури (још један народ туркијског порекла) такође били присутни на тој територији. Повеља се односи на „Маршеве Вангара“ (marcha uuangariourum) који се налазе у најзападнијим регионима Карпатског басена. Чини се да деноминација Вангар одражава словенски облик етнонима Оногура.
Територијама припојеним Франачком царству у почетку су управљали краљевски официри и локални поглавице. Словенски кнез по имену Прибина је око 840. године добио велике поседе дуж реке Зале. Прибина је промовисао колонизацију својих земаља и такође он је подигао Залавар, тврђаву у мочварама, чији се остаци и могу наћи код данашњег истоименог села (Залавар) поред остатака базилике. У почетку брањен дрвеним зидним оградама, овај „замковни комплекс“ (András Róna-Tas) постао је административни центар. До краја 9. века била је још више ојачана додатним сувозидинама. У насељу и око њега археолошки су откопани остаци четири цркве које су окружене гробљима. Најмање једна од цркава је наставила да се користи све до 11. века.
Прибина је погинуо у борби са Моравцима 861. године, а његов син Коцељ је наследио његове поседе. Коцеља је око 876. наследио Арнулф, рођени син Карломана, краља Источне Француске. Под његовом влашћу, моравске трупе су се умешале у сукоб познат као „Вилхелминерски рат“ и „опустошиле све од Рабе па према истоку“ између 882. и 884. године, према „фулдским аналима” (Annals of Fulda).
Моравска је настала 820-их година под својим првим познатим владаром Мојмиром I. Његов наследник Растислав развио је и ојачао војну снагу Моравске. Он је промовисао прозелитску делатност византијске браће, Константина и Методија у покушају да траже независност од Источне Француске. Моравска је достигла свој „врхунац значаја и моћи“ под Сватоплуком I који је проширио своје границе у свим правцима.
Базична територија Моравске налази се у крајевима на северној Морави, на територији данашње Чешке и Словачке. Међутим, Константин Порфирогенит ставља „велику Моравску, некрштену“  негде у крајеве иза Београда и Сирмијума (Сремска Митровица, Србија). Његов извештај је подржао даље теорије о локацији Моравске. На пример, Кристо и Сенга предлажу постојање две Мораве (једна на северу, а друга на југу), док Боба, Бовлус и Егерс тврде да је основна територија Моравске у региону реке јужне Мораве, у данашња Србија.  Постојање јужноморавског царства није поткрепљено артефактима, док упоришта откривена у Микулчицама, Поханском и другим областима северно од средњег Дунава указују на постојање центра моћи у тим крајевима.
Поред Источне Француске и Моравске, Прво бугарско царство је такође било дубоко укључено у Карпатски басен у 9. веку. Византијски лексикон из касног 10. века познат као Суда додаје да је Крум из Бугарске напао Аваре са југоистока око 803. године. Краљевски франачки анали приповедају да су Абодри који су насељавали „Дакију на Дунаву“, највероватније дуж доњих токова реке Тисе, тражили помоћ Франака против Бугара 824. године. Бугарске трупе су такође извршиле инвазију на Панонију, „протерале словенске поглавице и уместо њих поставиле бугарске намеснике“ 827. године. Натпис у Провадији говори о бугарском војсковођи по имену Онегавонаис који се удавио у Тиси отприлике у исто време. Нова моћ Моравске довела је до приближавања Бугарске и Источне Француске 860-их година. Источнофранцуски краљ Арнулф послао је 892. године посланство Бугарима да би „обновио некадашњи мир и замолио да не продају со Моравцима“. Последњи захтев сугерише да су пут од рудника соли источних Карпата до Моравске отприлике у то време контролисали Бугари.
Аутор Геста Хунгарорум, Анонимус, уместо Сватоплука I Моравског и других владара познатих из савремених извора, пише о личностима и политикама које не помињу хроничари са краја 9. века. На пример, он се позива на Менуморута који је боравио у замку Бихар (Бихарија, Румунија), на Зобора „војводу од Њитре по милости војводе Чеха“, и на Гелоу „извесног Влаха“. као власт над Трансилванијом. Према историчару Ришарду Гржешику, помињање Гелоуа и његових Влаха сведочи да су се неки Власи већ насељавали у Трансилванији у време када је Геста завршена, док су приче о Зобору и Менуморуту сачувале сећање на борбу Мађара против Мораваца. Преводећи Менуморутово име као „великоморавски“, Гржешик га доводи у везу са Сватоплуком I и побија извештај о Менуморутовој владавини у Бихару. Раносредњовековне тврђаве откривене су у Бихару и другим местима источно од Тисе, али ниједна од њих дефинитивно не датира из 9. века. У случају Добоке (Дабаца), откривена су два пара привезака у облику звона са аналозима на локалитетима у Аустрији, Бугарској и Пољској, али их Флорин Курта датира у 9. век, а Александру Мађеару у период између 975. и 1050. године.

## Насељавање

### Долазак (862–895)
Три главне теорије покушавају да објасне разлоге за „мађарско заузимање земље“.  Један тврди да је то била намеравана војна операција, унапред договорена након претходних акција, са изричитом сврхом заузимања нове домовине. Овај став (који су изложили, на пример, Бакај и Падањи) углавном следи нарацију Анонимуса и каснијих мађарских хроника. Мађари су заузели Карпатски басен на унапред планиран начин, са дугим усељењем у периоду између 862–895. године. То потврђују и археолошки налази, на мађарским гробљима из 10. века поред ратника се налазе гробови жена, деце и стараца, сахрањивани су по истим традицијама, носили исти стил орнамента и припадали су истој антрополошкој групи. Надолазећи војни сукоби наредних година доказују да мађарско становништво које се настанило у Карпатском басену није било ослабљено становништво без значајне војне моћи. Супротно мишљење је да је заједнички напад Печенега и Бугара присилио Мађаре на селидбу. Кристо, Тот и остали присталице теорије позивају се на једногласно сведочанство из Фулдских анала (Annals of Fulda), Регино из Прума и Порфирогенита говоре о повезаности сукоба Мађара са бугарско-печешком коалицијом и њиховог повлачења из понтских степа. Друга теорија предлаже да су Мађари деценијама размишљали о померању ка западу када је бугарско-печенски напад убрзао њихову одлуку да напусте понтско-каспијску степу. На пример, Рона-Тас тврди, „чињеница да су, упркос низу несрећних догађаја, Мађари успели да одрже главу изнад воде показује да су заиста били спремни да крену даље“ када су их Печенези напали.
У ствари, након паузе од једанаест година, Мађари су се вратили у Карпатски басен 892. године. Дошли су да помогну Арнулфу од Источне Француске против Сватоплука I Моравског. Видукинд од Корвеја и Лиутпранд из Кремоне осудили су франачког монарха за уништавање одбрамбених линија изграђених дуж граница царства, јер је то такође омогућило Мађарима да нападну Источну Француску у року од једне деценије.
У међувремену, Арнулф... није могао да победи Свјатополка, кнеза Мораваца... и - авај! – након рушења веома добро утврђених баријера познатих као... затварања од стране становништва. Арнулф је позвао у помоћ народ Мађара, који је похлепан, брзоплет, не познаје свемогућег Бога, али вешт у свим злочинима, жељан убистава и пљачки..— Лијутпранд Кремонски: Одмазда
Каснији извор, Авентинус додаје да је Курсан (Кусала), „краљ Мађара“ одредио да ће се његов народ борити против Мораваца само ако добије земљу где би могли да се настане. Сходно томе, наставља Авентинус, Мађари су већ 893. године заузели „и Дакију са ове и даље“ до Тисе источно од река Дунава и Гарама. Заиста, мађарске хронике једногласно наводе да су Секељи већ били присутни у Карпатском басену, тачније Ердељу, када су се Мађари почели досељавати. Кристо тврди да Авентинус и мађарска историјска традиција заједно указују на рану окупацију источних територија Карпатског басена од помоћних трупа Мађарскеарске племенске конфедерације.
Анали Фулде из 894. године приповедају да су Мађари прешли Дунав у Панонији где су „наравно убијали мушкарце и старице, а младе жене одводили са собом као и стоку да удовоље својим жељама и целу „покрајину“ свели на пустињу. Иако летопис пише о овом мађарском нападу после одломка који говори о смрти Сватоплука I. Историчари Ђерфи, Кристо, Рона-Тас а  и други историчари претпостављају да су Мађари извршили инвазију на Панонију у савезу са моравским монархом. Они тврде да је „Легенда о белом коњу“ у мађарским хроникама сачувала успомену на уговор који су Мађари склопили са Сватоплуком I према паганским обичајима. Легенда каже да су Мађари своју будућу домовину у Карпатској котлини купили од Сватоплука за белог коња упрегнутог позлаћеним седлом и уздама.
Онда је (Курсан) дошао до вође области који је владао после Атиле и који се звао Зуатаполуг, и поздравио га у име свог народа [...]. Чувши то, Зуатаполуг се веома обрадовао, јер је мислио да су то сељаци који ће доћи и обрађивати његову земљу и тако отпусти гласника милостиво. [...] Тада су (Мађари) заједничком одлуком поново послали истог гласника поменутом вођи и послали му у његову земљу великог коња са златним седлом украшеним златом Арабије и златном уздом. Видећи то, вођа се још више обрадова, мислећи да они шаљу поклоне за земљу. Када је, дакле, од њега гласник затражио земљу, траву и воду, он је са осмехом одговорио: „У замену за дар нека имају колико желе. ... Тада су (Мађари) послали другог гласника вођи и ово је била порука коју је он пренео: „Арпад и његови људи говоре ти да не можеш више остати на земљи коју су купили од тебе, јер са коњем купили су твоју земљу, уздом траву, а седлом воду, а ти си им у својој потреби и среброљубљу дао земљу, траву и воду“. Када је ова порука достављена вођи, он је са осмехом рекао: „Нека убију коња дрвеним маљем, а узду баце на поље, а златно седло баце у воду Дунава. На шта је гласник одговорио: „А какав ће то губитак за њих, господару? Ако убијеш коња, даћеш храну за њихове псе; ако бациш узду на поље, њихови људи ће наћи злато узде када буду косили сено, у Дунаву ће њихови рибари наћи седло и покупити злато са седла и понети га кући."— Illuminated Chronicle
Исмаил Ибн Ахмед, емир Хорасана, извршио је препад на „земљу Турака“ (Карлуке) 893. Касније је изазвао нови покрет народа који су један по један нападали земље својих западних суседа у евроазијској степи. Ал-Масуди јасно повезује кретање Печенега и Мађара према западу са претходним борбама између Карлука, Огуза и Кимека. Порфирогенит пише о заједничком нападу Хазара и Оза који је приморао Печенеге да пређу реку Волгу негде између 893. и 902. године(највероватније око 894. године).
 Првобитно, Печенези су имали своје пребивалиште на реци (Волги), а такође и на реци Урал (…). Али пре педесет година такозвани Узи су одредили заједнички циљ са Чазарима и ступили у битку са Печенезима и победили их и протерали их из њихове земље. (…).— Константин VII Порфирогенит: De administrando imperio
Однос између Бугарске и Византијског царства се заоштрио 894. године, јер је цар Лав Мудри приморао бугарске трговце да напусте Константинопољ и населе се у Солуну. Потом је бугарски цар Симеон I напао византијске територије и поразио тамошњу царску трупу. Византинци су пришли Мађарима да их унајме за борбу против Бугара. Никита Склер, византијски посланик, закључио је уговор са њиховим вођама, Арпадом и Курсаном (Кусан), а византијски бродови су пребацили мађарске ратнике преко Доњег Дунава. Мађари су упали у Бугарску, натерали цара Симеона да побегне у тврђаву Дристру (данас Силистра, Бугарска) и опљачкали Преслав. Интерполација у Порфирогенитовом делу каже да су Мађари у то време имали кнеза по имену „Линтика, син Арпадов“, што сугерише да је он био командант војске, али је помињан у ратном контексту.
Истовремено са нападом Мађара са севера, Византинци су упали у Бугарску са југа. Цар Симеон је послао изасланике у Византијско царство да предложе примирје. Истовремено је послао посланство Печенезима да их хушка против Мађара. Успео је у томе и Печенези су провалили на мађарске територије са истока, принудивши мађарске ратнике да се повуку из Бугарске. Бугари су после тога, према Константину Порфирогениту, напали и поразили Мађаре.
Печенези су уништили мађарска насеља која су се налазила у тим крајевима. Они који су преживели двоструки напад напустили су понтске степе и прешли Карпате у потрази за новом домовином. Сећање на уништење које су донели Печенези као да су сачували Мађари. Мађарски назив за Печенеге (besenyő) одговара старој мађарској речи за орла (bese). Тако се прича мађарских хроника из 14. века о орловима који приморавају претке Мађара да пређу Карпате могуће је да се односи на напад Печенега.
Мађаре је (...) протерао из њихових домова (...) суседни народ звани Печенези, јер су били надмоћнији од њих по снази и броју и зато што (...) њихова сопствена држава није била довољна да прими њихов набујали број. Пошто су били приморани да побегну пред насиљем Петченега, опростили су се од завичаја и кренули да траже земље у којима би могли да живе и оснивају насеља.— Регино: Хроника
На позив Лава, христољубиви и славни цар (Мађар) пређе и потуче се са Симеоном и потпуно га порази, (...) и вратише се у своју земљу. (...) Али након што је Симеон (...) послао Печенезима и склопио споразум са њима да нападну и униште (Мађаре) и када су ови кренули у војни поход, Печенези са Симеоном су кренули на њих и потпуно уништили њихове породице и јадно протерали одатле оне који су чували своју земљу. Када су се Мађари вратили и затекли своју земљу тако пусту и потпуно разорену, настанили су се у земљи у којој данас живе (...)— Constantine Porphyrogenitus: De administrando imperio
Пролазећи кроз краљевство Бешија и белих Кумани и Суздаља и град по имену Кјо, прешли су планине и дошли у крај где су видели безброј орлова, а због орлова нису могли да остану на том месту, јер су орлови сишли са дрвећа као муве и прождирали и њихова стада и њихове коње. Јер Бог је намеравао да брже сиђу у Мађарску. За три месеца сишли су са планина и дошли до граница Мађарске краљевине, тј. у Erdelw [...]— Illuminated Chronicle

### Прва фаза насељавања (895–899.)
Датум почетка доласка мађара варира у зависности од извора. Најранији датум (677) сачуван је у верзијама „Мађарске хронике“ из 14. века, док Анонимус наводи најновији датум (902). Истовремени извори сугеришу да је насељавање уследило након бугарско-византијског рата 894. године. Оспорена је и рута преко Карпата.[ Анонимус и Шимон из Кезе наводе да су Мађари у инвазији прешли североисточне превоје, док Illuminated Chronicle пише о њиховом доласку у Трансилванију.
Регино од Прума наводи да су Мађари „тумарали по дивљинама Паноније и територијама које су држали Авари и тражили своју свакодневну храну у лову и риболову“ по доласку у Карпатски басен. Изгледа да је њихово напредовање према Дунаву подстакло Арнулфа, који је крунисан за цара, да Браславу (владару између Драве и Саве) повери одбрану целе Паноније 896. године. Године 897. или 898. избио је грађански рат између браће Мојмира II и Сватоплука II (два сина покојног моравског владара, Сватоплука I), у који се умешао и цар Арнулф. О активностима Мађара тих година нема помена.
Следећи догађај забележен у вези са Мађарима је њихов напад на Италију 899. и 900. године. Писмо салцбуршког надбискупа Теомара и његових суфрагана сугерише да их је цар Арнулф подстакао да нападну италијанског краља Беренгара I. Они су разбили италијанске трупе 2. септембра код реке Брента у великој бици и зими опљачкали област Верчелија и Модене, али их је дужд Венеције, Пјетро Трибуно, поразио код Венеције 29. јуна. 900. Из Италије су се вратили када су сазнали за смрт цара Арнулфа крајем 899. године.
Према Анонимусу, Мађари су се борили са Менуморутом, владарем територија између река Марош, Самош и Тисе пре него што су продрли у Ердељ. Након тога, Мађари су се окренули против Салана, владара централних територија, према овом наративу. За разлику од Анонимуса, Шимон из Кезе пише о борби Мађара са Сватоплуком након њиховог доласка. Према Илустрованој хроници, Мађари су „остали мирно у Ерделву и тамо одмарали своја стада“ након преласка због напада орлова.
Мађарске хронике сачувале су два засебна списка мађарских вођа у време освајања. Анонимус помиње Алмоша, Еледа, Кунда, Енда, Таша, Хубу и Тетења, док Симон из Кезе у Илустрованој хроници наводе Арпада, Саболча, Ђулу, Орша, Кунда, Лела и Вербулчу. Истовремени или скоро истовремени извори помињу Алмоша (Константин Порфирогенит), Арпада (Наставак Хронике Георгија Монаха и Константина Порфирогенита), Лиоунтика (Константин Порфирогенит) и Курсана (Наставак Хроникаже монаха Ђорђа).
Према Илустрованој хроници, Алмош, Арпадов отац „није могао да уђе у Панонију, јер је убијен у Ердељу“. Епизода имплицира да је Алмош био кенде, свети владар Мађара, у време њиховог пораза од стране Печенега, што је изазвало његово жртвовање. Ако је његова смрт у ствари била последица ритуалног убиства, његова судбина је била слична судбини хазарских кагана који су погубљени, према Ибн Фадлану и ал-Масудију.

### Друга фаза насељавања (900–902.)
Арнулфова смрт ослободила је Мађаре обавезе савеза са Источном Францијом. На повратку из Италије проширили су своју власт над Панонијом. Према Лиутпранду из Кремоне, Мађари су „за себе затражили нацију Мораваца, коју је краљ Арнулф покорио уз помоћ њихове моћи“  на крунисању Арнулфовог сина Луја Детета 900. године. у Градошким аналима пише да су Мађари победили Моравце након њиховог повлачења из Италије. Након тога су Мађари и Моравци склопили савез и заједнички извршили инвазију на Баварску, према Авентину. Међутим, савремени Анали Фулде помињу само Мађаре који су стигли до реке Енс.
Један од мађарских контингената је прешао Дунав и опљачкао територије на северној обали реке, али је Луитполд, маркгроф Баварске, окупио трупе и поразио их у бици између Пасауа и Кремса на Дунаву  20. новембра 900. године. Против њих је дао подигнути јаку тврђаву на Енсу. Ипак, Мађари су окупацијом Паноније постали господари Карпатског басена. „Руска примарна хроника” такође може да одражава сећање на овај догађај када се говори о томе како су Мађари протерали „Волохе“ или „Волхе“ који су раније потчинили словенску домовину у Панонији, према научницима који идентификују Волохе и Волхије као Франке.  Други историчари их доводе у везу или са Власима или са старим Римљанима.(1953, note 29 on p. 235)</ref>
Током дугог периода Словени су се населили поред Дунава, где сада леже мађарске и бугарске земље. Од ових Словена странке су се расуле по земљи и биле познате под одговарајућим именима, према местима где су се населили. (...) [Т]он [Волхи]. (...) напали подунавске Словене, настанили се међу њима и извршили насиље... Мађари су прошли Кијев преко брда које се сада зове Мађарско брдо и стигавши до Дњепра, улогорише се. Били су номади као и Половчани. Изашавши са истока, они су се мучили преко карпатских великих планина и почели да се боре против суседних Волохија и Словена. Јер Словени су се тамо први населили, али Волохи заузели територију Словена. Мађари су потом протерали Волхе, узели њихову земљу и настанили се међу Словенима. Од тада се та територија звала мађарска.— Повѣсть времяньныхъ лѣтъ
Краљ Лудвиг Дете одржао је састанак у Регензбургу 901. године са циљем да уведе даље мере против Мађара. Моравски посланици су предлагали мир између Моравске и Источне Француске, јер су им Мађари у међувремену опљачкали земљу. Мађарска војска која је извршила инвазију на Корушку је поражена априла 901. године, а Авентинус описује пораз Мађара од маркгрофа Луитполда код реке Фише исте године.

### Консолидација (902–907.)
Датум када је Моравска престала да постоји је неизвестан, јер нема јасних доказа ни о „постојању Моравске као државе“ после 902. године (Спинеи) нити о њеном паду. Кратка белешка у Annales Alamannici упућује на „рат са Мађарима у Моравској“ 902. године, током којег је „земља (патриа) подлегла“.  Алтернативно, такозвани Рафелштетенски царински прописи помињу „пијаце Мораваца“ око 905. године. Житија светог Наума наводи да су Мађари заузели Моравску, додајући да су Моравци које „Мађари нису ухватили, побегли Бугарима“. Константин Порфирогенит доводи у везу пад Моравске са њеном окупацијом од стране Мађара. Уништавање раносредњовековних урбаних центара и тврђава у Сепештамашфалви (Спишке Томашовце), Девенију и другим местима у данашњој Словачкој датује се у период око 900. године.

После смрти (...) [Сватоплука I, његови синови] остадоше у миру годину дана, а онда се на њих обруше свађа и побуна и они почну грађански рат једни против других и [Мађари] су дошли и потпуно их уништили и преузели  њихову земљу, у којој и сада живе (Мађари). А они од народа који су остали били су расејани и побегли у уточиште у суседне народе, Бугарима и (Мађарима) и Хрватима и осталим народима.— Constantine Porphyrogenitus: De administrando imperio
Према Анонимусу, који не пише о Моравској, Мађари су извршили инвазију на област Њитра (Нитра, Словачка) и поразили и убили Зобора, локалног чешког владара, на планини Зобор близу његовог седишта. Након тога, како наставља Анонимус, Мађари су прво заузели Панонију од „Римљана“, а затим су се борили са Гладом и његовом војском, која је била састављена од Бугара, Влаха и Печенега из Баната. Глад је уступио неколико градова из свог војводства.  Коначно, Анонимус пише о уговору између Мађара и Менуморута, којим је предвиђено да ће се ћерка локалног владара удати за Арпадовог сина Золту. Макартни тврди да је Анонимусово приповедање и о Менумеруту и о Гладу у основи транскрипција много каснијег извештаја од Ахтума из раног 11. века, Гледовог наводног потомка. Насупрот томе, на пример, Маџеару тврди да Галад, Кладова, Гладеш и друга имена места забележена у Банату у 14. и 16. веку сведоче о сећању на локалног владара по имену Глад.
Мађари су стигли до реке Беге, Румуније и Србије, и ту су остали две недеље док су покорили све становнике те земље од Муреша до реке Тамиш и узели њихове синове као таоце. Затим, крећући војску даље, дођоше до реке Тамиш и улогорише се поред брода Фени и када су покушали да пређу преко Тамиша, ту им се супротстави Глад, (...) кнез те земље, са великом војском коњаника и пешака, подржана од Кумана, Бугара и Влаха. (...) Бог је својом милошћу ишао пред Мађаре, дао им је велику победу и њихови непријатељи падали су пред њима као снопови сена пред жетеоцима. У тој бици погинула су две војводе Кумана и три кнеза Бугара и Драго, њихов војвода је побегао, али се сва његова војска топила се као восак пред пламеном, уништена на врху мача. (...) Кнез Глад, побегавши, како смо горе рекли, од страха од Мађара, уђе у дворац Ковин. (...) [Он] је послао да тражи мир са Мађарима и својом вољом предао је замак са разним даровима.— Анонимус: Gesta Hungarorum
Важан догађај након освајања Карпатског басена, убиство Курсана од стране Бавараца, забележен је у дужој верзији Анала Св. Гала, Annales Alamannici и the Annals of Einsiedeln. Први ставља догађај у 902. годину, док га други датирају у 904. годину. Три хронике једногласно наводе да су Баварци позвали мађарског вођу на вечеру под изговором да преговарају о мировном споразуму и издајнички су га убили. Кристо и други мађарски историчари тврде да се двојно вођство над Мађарима завршило Курсановом смрћу.
Мађари су извршили инвазију на Италију такозваним „путем Мађара“ (Strada Ungarorum), који је водио од Паноније до Ломбардије, 904. године. Они су стигли као савезници краља Беренгара I против његовог ривала, краља Луја од Провансе. Мађари су опустошили територије које је раније заузимао краљ Луја дуж реке По, што је обезбедило Беренгарову победу. Победнички монарх је дозволио Мађарима да опљачкају све градове који су раније прихватили власт његовог противника, и пристао да плаћа годишњи данак од око 375 килограма (827 лб) сребра.
Дужа верзија Анала Сант Гал-а извештава да је надбискуп Салцбуршки Теотмар пао, заједно са бискупима Утоом од Фрајзинга и Захаријем из Себена, у „катастрофалној бици“ вођеној против Мађара код Брезалауспурца 4. јула 907. године.  Други савремени извори додају да су маркгроф Луитполд од Баварске и 19 баварских грофова такође погинули у бици. Већина историчара (укључујући Енгела, Макаија, и Спинеија) идентификује Брезалауспурц са Пресбургом (Братислава, Словачка), али неки истраживачи (на пример Боба и Бовлус) тврде да се може односити на Мосабург, браславску тврђаву на Зали у Панонији. Победа Мађара је у наредним деценијама омела све покушаје источне експанзије Источне Француске и отворила пут Мађарима да слободно пљачкају огромне територије тог краљевства.

## Последице доласка
Мађари су се населили у низинама Карпатског басена уз реке Дунав, Тису и њихове притоке, где су могли да наставе свој полуномадски начин живота. Као непосредна последица, њихов долазак „је направио несловенски размак између Западних Словена и Јужних Словена,“ Уствари тај размак је већ постојао у облику франачке власти, Мађари су поразили, истерали и заменили Валахе на тим просторима. Фајн тврди да је одлазак Мађара из западних области понтских степа ослабио њихове бивше савезнике, Хазаре, који су допринео пропасти Хазарског царства.
Неколико деценија након мађарског доласка, нове синтезе ранијих култура, „Белобрдска култура“ се проширила по целом Карпатском басену, са својим карактеристичним накитом, укључујући и минђуше у облику латиничног слова С (S). Недостатак археолошких налаза везаних за коње у гробовима „Бело Брдо“ је још једна карактеристика ових гробља. Најранији скупови „Бело Брдо“ датирају се преко археолошки откопаног новца које стављају ову културу у време владавине Константина VII Порфирогенита, средину 10. века. Рана гробља ове културе откривена су, на пример, у Беременду и Чонграду у Мађарској, у Девину и Бешенову у Словачкој, у Пилуу и Молдовенештију у Румунији и у Вуковару и Клоштру Подравском у Хрватској.
Мађарско друштво је доживело фундаменталне промене у многим областима (укључујући сточарство, пољопривреду и религију) у вековима након „заузимања земље“. Ове промене се огледају у значајном броју назива појмова позајмљених од локалних Словена. Око 20% мађарског речника појмова је словенског порекла, укључујући мађарске речи за овчији или свињски тор („akol”), јарам („iga”) и потковицу („patkó”). Слично, мађарски назив поврћа, воћа и других култивисаних биљака, као и многи мађарски термини повезани са пољопривредом су словенске позајмице, укључујући купус („káposzta“), шљива („szilva“), сено („széna“) и коса („kasza“) су само неки од примера.
Мађари су остављали широке појасеве обележених територија (gyepű) у пограничним крајевима своје нове домовине ненасељене које су служиле у одбрамбене сврхе. На овој најисточнијој територији Карпатског басена, најранији гробови који се приписују мађарским ратницима, на пример, у Сику, Турди и Окна Сибиулуј, концентрисани су око трансилванијских рудника соли у долини река Сомешул Мик и Муреш. Ипак, ратници су такође били стационирани на предстражама источно од Карпата, као што сугеришу гробови из 10. века откопани у Крилосу, Пшемислу, Судовој Вишњи, Грозешти, Проботи и Теи. Опрез Мађара од својих источних суседа, Печенега, показује Порфирогенитов извештај о неуспеху византијског посланика да их убеди да нападну Печенеге. Мађари су јасно рекли да не могу да се боре против Печенега јер је „њихов народ бројан и они су ђавоља деришта“.
Уместо да нападну Печенеге и Бугаре на истоку, Мађари су извршили неколико препада на Западну Европу.[235] На пример, 908. године су опљачкали Тирингију и Саксонију, Баварску и Швапску 909. и 910. године и поново Швапску па Лорену и Западну Франачку 912. године. Иако византијска хагиографија Светог Ђорђа говори о заједничком нападу Печенега, „Мезијана“ и Мађара на Византијско царство 917. године, њена поузданост није утврђена. Чини се да су Мађари први пут извршили препад на Византијско царство 943. године. Међутим, њихов пораз у бици код Лехфелда 955. године „окончао је нападе на Западу“ (Контлер), док су престали да пљачкају Византијце после пораза у бици код Аркадиопоља 970. године.
Мађарске вође су одлучиле да се њихов традиционални начин живота, делимично заснован на пљачкашким нападима на седелачке народе, не може наставити. Порази код Лехфелда и Аркадиопоља убрзали су одлуку Мађара да усвоје седелачки начин живота. Овај процес је кулминирао крунисањем поглавара Мађара Стефана I за првог мађарског краља у 1000. и 1001. години.